# Новокаховская епархия
Новокаховская епархия — епархия Украинской православной церкви на территории Бериславского, Генического и Каховского районов Херсонской области.

## История
Учреждена на заседании Священного синода Украинской православной церкви 14 декабря 2007 года (протокол № 120) выделением из состава Херсонской епархии. Первоначально епархия была учреждена как Каховская, но уже 21 декабря 2007 года на Архиерейском соборе Украинской православной церкви было принято решение включить в неё город Новую Каховку и переименовать в Новокаховскую.
Первым архиереем Новокаховской кафедры стал епископ Иоасаф (Губень). На заседании Священного синода УПЦ 14 апреля 2009 года, согласно рапорту Иоасафа, епископа Новокаховского и Бериславского, был утверждён новый титул правящих архиереев Новокаховской епархии — «Новокаховский и Генический».
Секретарь Новокаховского епархиального управления — протодиакон Иоанн Ганчин.
Кафедральный храм — Свято-Андреевский кафедральный собор.

## Епископы
- 16 декабря 2007 — 10 февраля 2011 — Иоасаф (Губень)
- c 12 февраля 2011 — Филарет (Зверев)

## Монастыри
На территории епархии действуют 2 монастыря:
- Григорьевский Бизюков мужской монастырь
- Корсунский Богородичный женский монастырь

## Благочиния
- Бериславское
- Нижне-Сирогозское
- Новокаховское
- Нововоронцовское
- Каховское
- Ивановское
- Горностаевское
- Геническое
- Великолепетихское
- Великоалександровское
- Верхнерогачинское
- Высокопольское
- Новотроицкое